# أوتو ستارك
أوتو ستارك (بالإنجليزية: Otto Stark)‏ هو رسام أمريكي، ولد في 1859 في إنديانابوليس في الولايات المتحدة، وتوفي في 1926 في إنديانا في الولايات المتحدة.